# Sven L:son Depken

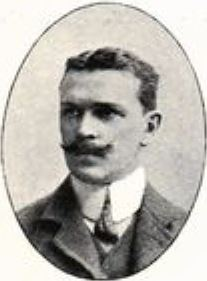
Sven L:son Depken.

Sven Gustaf Daniel L:son Depken, född 18 mars 1871 i Göteborg, död 26 april 1922, var en svensk ingenjör. Han var svärfar till Sven Aurén.
Depken blev elev vid Chalmers tekniska läroanstalt 1888, avlade avgångsexamen där 1891 och examen från Polytechnikum i Zürich 1893. Han var byrå- och montageingenjör hos firman Hans Mannstaedt 1894–1898, föreståndare för samma firmas filial i Göteborg 1898–1899, chefsingenjör och direktör i Elektriska AB Holmia i Stockholm 1899–1906 och överingenjör vid Nya Förenade Elektriska AB i Ludvika från 1907. Efter att detta bolag 1916 övertagits av Asea blev Depken direktör för Asea Ludvikaverken. Han innehade även i uppdrag att övervaka AB Skandinaviska Elektricitetsverks rörelse från 1920 till sin död.